# キャシー・キャバディーニ
キャシー・キャバディーニ（Cathy Cavadini、1961年4月21日 - ）は、アメリカ合衆国の声優、歌手。カリフォルニア州ロングビーチ出身。代表作は『パワーパフガールズ』のブロッサム、『アメリカ物語』のターニャ。

## 概要
1992年にゴールデングローブ賞のベスト・ソングにノミネートされた。

## 出演作品

### テレビアニメ
1991年
- バック・トゥ・ザ・フューチャー
- ピーターパンと海賊たち

1998年
- パワーパフガールズ(ブロッサム)

1999年
- パワーパフガールズ(ブロッサム)

2000年
- パワーパフガールズ(ブロッサム)

2001年
- パワーパフガールズ(ブロッサム)
- アンディとは何ですか？

2002年
- パワーパフガールズ(ブロッサム)
- アンディとは何ですか？

2003年
- パワーパフガールズ(ブロッサム)
- アンディとは何ですか？

2004年
- パワーパフガールズ(ブロッサム)
- ベン10 -(クーパー・ダニエルズ)
- バットマン
- アンディとは何ですか？

2005年
- パワーパフガールズ(ブロッサム)

2006年
- アンディとは何ですか？

2007年
- アンディとは何ですか？

2008年
- バットマン:ブレイブ&ボールド

2014年
- パワーパフガールズ：ダンスパンツにご用心!(ブロッサム、ウェンディバッグ、声の追加)

### 劇場アニメ
1986年
- アメリカ物語(ターニャ)

1996年
- マイリトルポニー：映画

2002年
- パワーパフガールズ・ムービー(ブロッサム)

### ビデオゲーム
- カートゥーンネットワークレーシング - ブロッサム
- カートゥーンネットワーク：パンチ時間爆発XL -ブロッサム（コンソール版）
- ファイナルファンタジーX -カルスチョコボアテンダント、その他の声